# Golemo Babino
Golemo Babino (bulgariska: Големо Бабино) är ett distrikt i Bulgarien.   Det ligger i kommunen Obsjtina Krivodol och regionen Vratsa, i den nordvästra delen av landet, 70 km norr om huvudstaden Sofia.
Trakten runt Golemo Babino består till största delen av jordbruksmark. Runt Golemo Babino är det ganska glesbefolkat, med 35 invånare per kvadratkilometer.